# Sand Lake (hrabstwo Iosco)
Sand Lake – jednostka osadnicza w Stanach Zjednoczonych, w stanie Michigan, w hrabstwie Iosco.